# Piotr Mochnaczewski
Piotr Mochnaczewski (ur. 28 października 1965 w Szczecinie) – polski ekonomista, nauczyciel akademicki, poseł na Sejm I kadencji.

## Życiorys
W 1989 ukończył studia na Instytucie Nauk Politycznych na Wydziale Humanistycznym Uniwersytetu Szczecińskiego. W 1998 uzyskał stopień doktora nauk ekonomicznych na Uniwersytecie w Białymstoku w oparciu o pracę zatytułowaną Funkcjonowanie regionów przygranicznych w Polsce – założenia a realizacja.
W latach 1991–1993 sprawował mandat posła I kadencji, wybranego z listy Sojuszu Lewicy Demokratycznej w okręgu wyborczym Szczecin. W 1992 nazwisko Piotra Mochnaczewskiego znalazło się na tzw. liście Macierewicza jako rzekomego tajnego współpracownika służb specjalnych PRL. Po przeprowadzeniu postępowania lustracyjnego prezes Instytutu Pamięci Narodowej zaświadczył, że polityk nie był współpracownikiem służb specjalnych PRL. W kolejnych wyborach nie ubiegał się o reelekcję. Pracował później w administracji rządowej w tym w Departamencie Współpracy Transgranicznej w Urzędzie Rady Ministrów (jako doradca ministra spraw wewnętrznych i administracji). Począwszy od czasów rządu Leszka Millera do 2006 zajmował stanowisko dyrektora Departamentu Integracji Europejskiej i Współpracy Międzynarodowej w Ministerstwa Spraw Wewnętrznych i Administracji.
Zasiadał w zarządzie Europejskiego Centrum Monitorowania Rasizmu i Ksenofobii.
W 2004 otrzymał Srebrny Krzyż Zasługi.
Był wykładowcą m.in. Wyższej Szkoły Zarządzania w Szczecinie i Wyższej Szkoły Informatyki i Umiejętności w Łodzi. Do października 2011 pełnił funkcję rektora Wyższej Szkoły Zarządzania i Prawa im. Heleny Chodkowskiej w Warszawie. Zrezygnował z tej funkcji po tym, gdy Ministerstwo Nauki i Szkolnictwa Wyższego zwróciło się do uczelni o wyjaśnienia w związku z tym, że Mochnaczewski w przeszłości został skazany prawomocnym wyrokiem sądu i nie poinformował o tym uczelni. Nie podano do wiadomości publicznej, w jakiej sprawie zapadł skazujący wyrok sądowy. W 2014 (po zatarciu skazania) Mochnaczewski został wybrany na rektora Małopolskiej Wyższej Szkoły im. Józefa Dietla w Krakowie.
31 lipca 2020 Mochnaczewski został aresztowany na trzy miesiące pod pięcioma zarzutami. Pierwszy zarzut dotyczy oszustwa, polegającego na wyłudzeniu od prywatnej osoby ok. 2,6 mln zł. Drugi – działania na szkodę Małopolskiej Wyższej Szkoły im. Dietla poprzez ukrywanie majątku w kwocie ponad 200 tys. zł. Trzeci – wyrządzenia znacznej szkody Wyższej Szkole Gospodarki i Zarządzania w Krakowie na kwotę ponad 500 tys. zł. Czwarty zarzut dotyczy uporczywego naruszania praw pracowniczych poprzez niewypłacanie pracownikom wynagrodzeń i niepłacenie za nich obowiązkowych składek, a piąty – niezgłoszenia wniosku o upadłość spółki. Mochnaczewskiemu grozi do 10 lat pozbawienia wolności.

## Życie prywatne
Był mężem Magdaleny Ogórek. Mają córkę Magdę (ur. 2005).

## Wyniki wyborcze
| Wybory | Komitet wyborczy | Komitet wyborczy             | Organ           | Okręg | Wynik |
| ------ | ---------------- | ---------------------------- | --------------- | ----- | ----- |
| 1991   |                  | Sojusz Lewicy Demokratycznej | Sejm I kadencji | nr 20 | 648   |

## Publikacje
Autor
- Rozwój rynku turystycznego w regionie przygranicznym (2004)
- Instrumenty gospodarki rynkowej w rolnictwie (2005)

Redakcja
- Polityka migracyjna w poszukiwaniu nowych standardów ochrony i pomocy (2007)